# Паунд (Вірджинія)
Паунд (англ. Pound) — місто (англ. town) в США, в окрузі Вайз штату Вірджинія. Населення — 877 осіб (2020).

## Географія
Паунд розташований за координатами 37°7′34″ пн. ш. 82°36′26″ зх. д. / 37.12611° пн. ш. 82.60722° зх. д. (37.126101, -82.607261).  За даними Бюро перепису населення США в 2010 році місто мало площу 6,69 км², з яких 6,69 км² — суходіл та 0,01 км² — водойми.

## Демографія
Згідно з переписом 2010 року, у місті мешкало 1037 осіб у 425 домогосподарствах у складі 298 родин. Густота населення становила 155 осіб/км².  Було 502 помешкання (75/км²).
Расовий склад населення:
| - 97,1 % — білих - 0,6 % — чорних або афроамериканців |

До двох чи більше рас належало 1,4 %. Частка іспаномовних становила 1,1 % від усіх жителів.
За віковим діапазоном населення розподілялося таким чином: 24,6 % — особи молодші 18 років, 61,6 % — особи у віці 18—64 років, 13,8 % — особи у віці 65 років та старші. Медіана віку мешканця становила 38,9 року. На 100 осіб жіночої статі у місті припадало 92,0 чоловіків;  на 100 жінок у віці від 18 років та старших — 91,2 чоловіків також старших 18 років.
Середній дохід на одне домашнє господарство  становив 45 804 долари США (медіана — 34 130), а середній дохід на одну сім'ю — 54 133 долари (медіана — 39 583). Медіана доходів становила 46 250 доларів для чоловіків та 32 375 доларів для жінок. За межею бідності перебувало 19,2 % осіб, у тому числі 37,2 % дітей у віці до 18 років та 13,4 % осіб у віці 65 років та старших.
Цивільне працевлаштоване населення становило 278 осіб. Основні галузі зайнятості: освіта, охорона здоров'я та соціальна допомога — 23,0 %, роздрібна торгівля — 15,8 %, науковці, спеціалісти, менеджери — 14,0 %.